# Triumvirato di Mino
Il Trimvirato di Mino (西美濃三人衆?, Nishi-Mino Sanninshū) era composto da tre importanti samurai che servivano il clan Saitō durante il periodo Sengoku:
- Ujiie Naotomo conosciuto anche come Ujiie Bokuzen
- Andō Morinari conosciuto anche come Andō Michitari
- Inaba Yoshimichi conosciuto anche come Inaba Ittetsu

Servirono in ordine Saitō Dōsan, Saitō Yoshitatsu, Saitō Tatsuoki e alla fine si unirono a Oda Nobunaga.